# 트리오 더 펀치
《트리오 더 펀치》(일본어: トリオ·ザ·パンチ, 영어: Trio the Punch)는 데이터 이스트가 1989년에 발매한 아케이드 플랫폼 게임이다. 이 게임은 3명의 주인공 중 한 명을 선택해서 악의 마왕을 쓰러뜨리는 내용이다. 라고는 하지만 게임 진행이 심하게 괴상하다. 워낙 괴상한 게임인지라 이 게임을 제작한 데이터 이스트사의 임직원들의 정신세계를 알 수 없는 게임이다.

## 등장인물
- 산토스 군

모자를 뒤로 쓴 현시대의 청년. 클로를 무기로 하고 있다.
- 가마쿠라 군

닌자로 구부정한 자세로 서 있는 건지 앉아있는 건지 구분이 안 가는 동작을 하고 있다. 지상에서는 단검을, 공중에서는 표창을 사용한다.
- 로즈 서브

고대 유럽의 검투사로 검을 사용한다.

## 시스템
매 스테이지를 클리어할 때마다 룰렛을 돌린다. 룰렛에는 다음과 같은 것들이 있다.
- 라이프 업(체력 증가)
- 메인 업(메인 무기 레벨업)
- 메인 체인지(메인 무기 초기화)
- 서브 업(서브 무기 레벨업)
- 다운
- 체인지 (캐릭터 변경)

## 적 캐릭터
상당히 아스트랄하다.
- 여러 가지 종류의 카르노브들
- 그냥 주먹
- 그냥 발
- 슬라임
- 그냥 여러 가지 괴물들을 일렬로 쌓아올린 탑